# Regina Maršíková
Regina Maršíková (Praga, 11 dicembre 1958) è un'ex tennista ceca.

## Biografia
Durante la sua carriera vinse il doppio al Roland Garros nel 1977 battendo la coppia composta da Rayni Fox e Helen Gourlay Cawley in tre set (5-7, 6-4, 6-2), la sua compagna nell'occasione era Pam Teeguarden. All'US Open del 1980 giunse in semifinale insieme con Andrea Jaeger, le due vennero sconfitte dalla coppia Billie Jean King e Martina Navrátilová.
Nel singolare giunse per tre volte alle semifinali all'Open di Francia: la prima nel 1977, dopo aver superato Renáta Tomanová perse contro Mima Jaušovec la seconda nel 1978 nuovamente perso contro Mima Jaušovec e la terza nel 1979.